# Vorhersagbarkeit
Vorhersagbarkeit bezieht sich auf den Grad, zu dem eine korrekte quantitative oder qualitative Vorhersage über den Zustand eines Systems geleistet werden kann. Während der zweite Hauptsatz der Thermodynamik Aussagen über einen angestrebten Gleichgewichtszustand zulässt und der steady state mancher dissipativer Systeme vorhersagbar ist, existiert keine allgemeingültige Regel zur Vorhersage der Zeitentwicklung eines weit vom Equilibrium befindlichen Systems. Dies gilt insbesondere für chaotische Systeme, deren Vorhersagbarkeit üblicherweise exponentiell mit der Zeit abnimmt.
Zur Quantifizierung der Vorhersagbarkeit kann die Divergenz der Systemtrajektorien im Phasenraum herangezogen werden, wie sie u. a. von Ljapunow-Exponenten gemessen wird.